# 1973-as wimbledoni teniszbajnokság
Az 1973-as wimbledoni teniszbajnokság az év harmadik Grand Slam-tornája, a wimbledoni teniszbajnokság 87. kiadása volt. A férfiaknál a csehszlovák Jan Kodeš, nőknél az amerikai Billie Jean King nyert.

## Döntők

### Férfi egyes
Jan Kodeš –  Alekszandr Metreveli, 6–1, 9–8 (7–5), 6–3

### Női egyes
Billie Jean King –  Chris Evert, 6–0, 7–5

### Férfi páros
Jimmy Connors /  Ilie Năstase –  John Cooper /  Neale Fraser, 3–6, 6–3, 6–4, 8–9 (3–7), 6–1

### Női páros
Rosie Casals /  Billie Jean King –  Françoise Durr /  Betty Stöve, 6–1, 4–6, 7–5

### Vegyes páros
Owen Davidson /  Billie Jean King –  Raúl Ramírez /  Janet Newberry, 6–3, 6–2

## Juniorok

### Fiú egyéni
Billy Martin –  Colin Dowdeswell, 6–2, 6–4

### Lány egyéni
Ann Kiyomura –  Martina Navratilova 6–4, 7–5
A fiúk és lányok páros versenyét csak 1982-től rendezték meg.